# Елювіальні розсипи
Елювіа́льні ро́зсипи (рос.элювиальные россыпи, англ. eluvial placers, residual placers; нім. eluviale Seifen f pl) — розсипи, які утворюються внаслідок вивітрювання руд і гірських порід, що містять корисні мінерали; представлені непереміщеними продуктами вивітрювання.
Елювіальні розсипи залягають на виході корінного джерела на поверхню Землі безпосередньо на його верхній напівзруйнованій частині.
За переважанням того або іншого агента вивітрювання, при спільному їх вияві розрізняють елювіальні розсипи фізичного і хімічного вивітрювання.